# Bukovany (okres Olomouc)
Obec Bukovany se nachází v okrese Olomouc v Olomouckém kraji. Žije zde 707 obyvatel.

## Historie
První písemná zmínka o obci pochází z roku 1131. Tehdy olomoucký biskup Jindřich Zdík vysvětil nový kostel svatého Václava a Bukovany tomuto olomouckému kostelu daroval. V pozdějších letech připadla část obce olomouckému knížecímu hradu a byli v ní vydržováni královští lovčí. V roce 1223 byla obec osvobozena od placení zemských poplatků.
Roku 1239 daroval moravský markrabě Přemysl (později král Přemysl Otakar II.) Bukovany Bludovu synu Viktorovi, ale nakonec se obec stala majetkem olomouckého biskupství, a to až do roku 1848, kdy bylo zrušeno poddanství. Nejtěžší dobou bylo pro Bukovany období třicetileté války, kdy došlo k velkému úbytku obyvatelstva. I když po skončení válečných let zažal počet obyvatel vzrůstat, tak ubývalo velkých gruntů a nahradily je grunty středního rozsahu.

## Znak obce
Nejstarším známým znakem je pečetidlo z roku 1649. Je na něm vyobrazen strom, který připomíná vrbu, ale pravděpodobně by to měl být buk.
Současný znak obce pochází z roku 1997, kdy se Bukovany rozhodly pořídit si výstižný heraldický znak i prapor. Byl zvolen zelený štít symbolizující zemědělství, na němž je vyobrazena buková větvička se dvěma listy a dvěma bukvicemi, která vystihuje název obce. Jde proto o takzvané mluvící znamení. Na horní části štítu jsou zobrazeny tři stříbrné kužely na červeném poli – znak olomouckého biskupství. Podobně vypadá i prapor, s tou výjimkou, že červenostříbrná část je na levém boku. Oba symboly byly schváleny 7. ledna 1998 v Praze.

## Fotografie

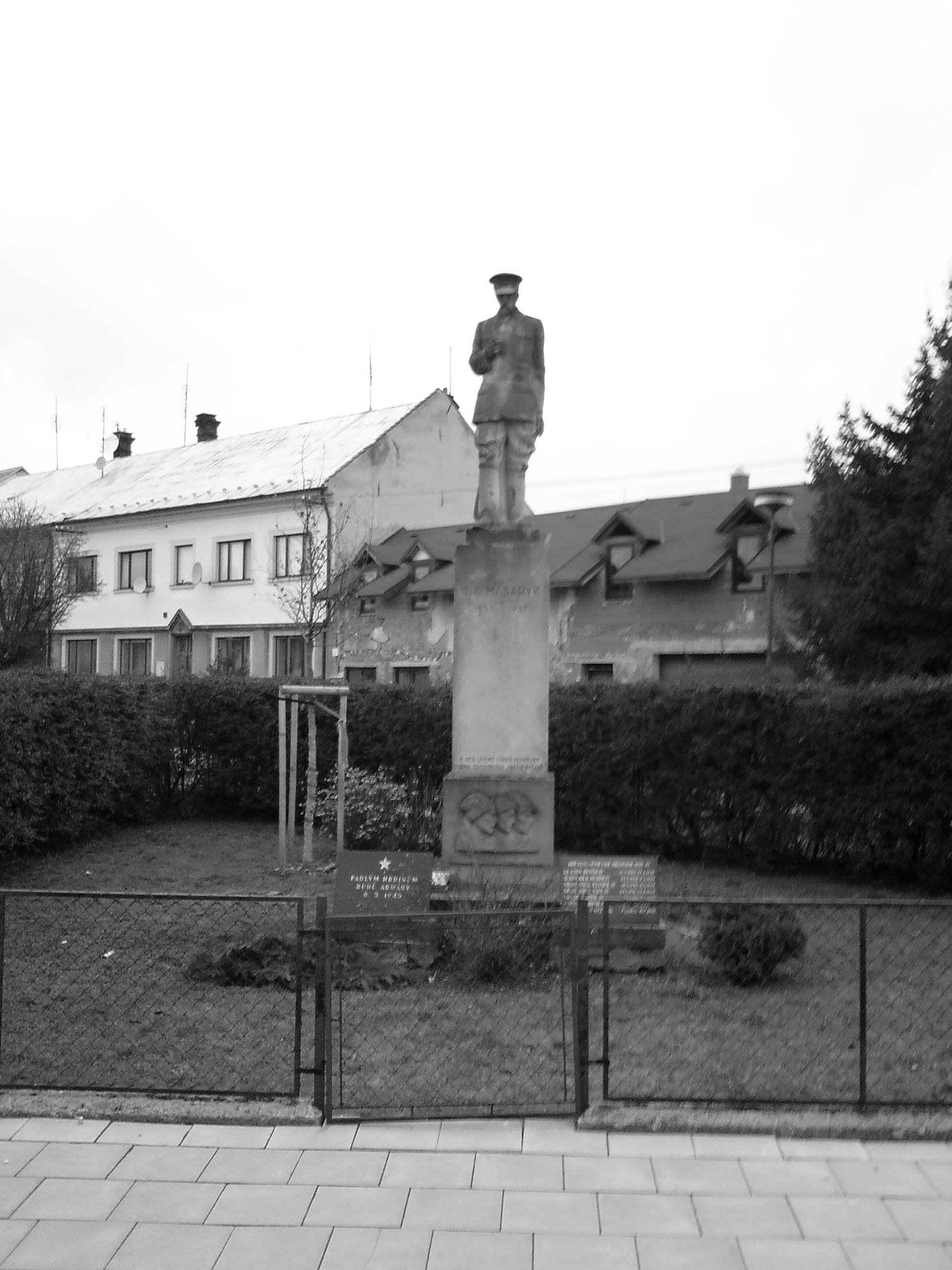
Pomník se sochou T. G. Masaryka u obecního úřadu
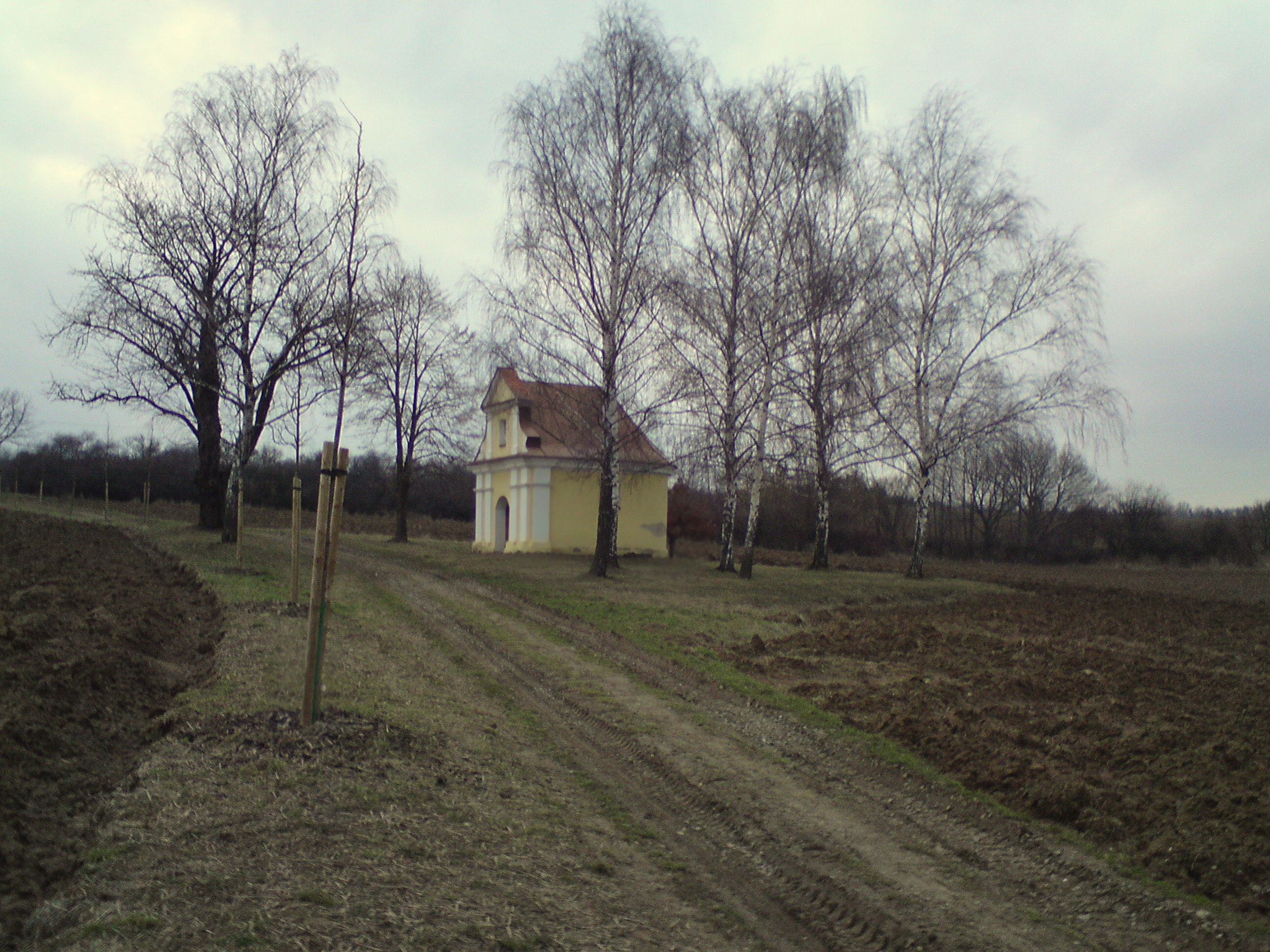
Kaplička sv. Donáta za obcí u cesty ke Svatému Kopečku
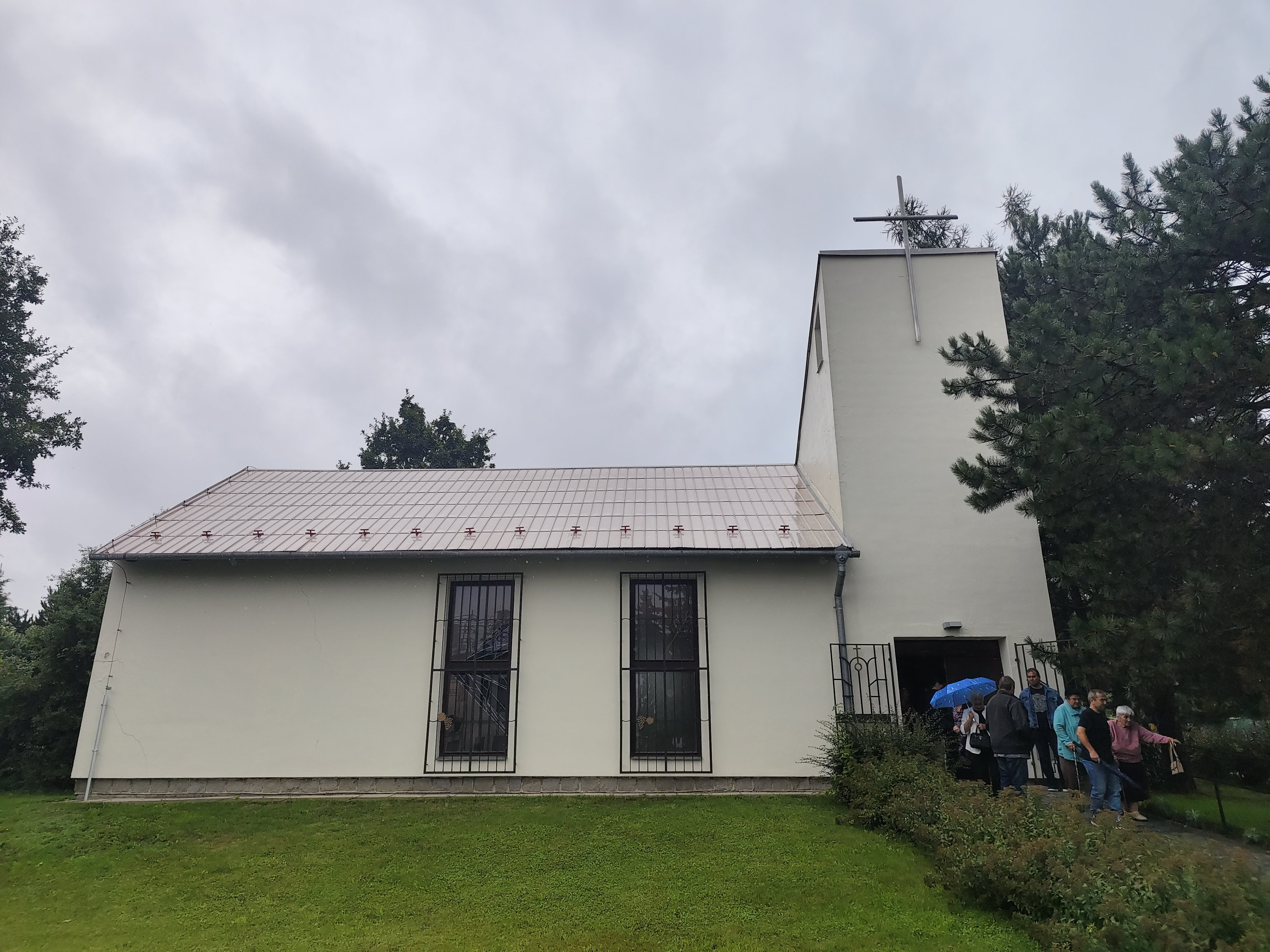
Kostel sv. Antonína Paduánského